# Narycia chrysura
Narycia chrysura är en fjärilsart som beskrevs av Edward Meyrick 1893. Narycia chrysura ingår i släktet Narycia och familjen säckspinnare. Inga underarter finns listade i Catalogue of Life.